# Symphonie no 3 de Berwald
Sinfonie singulière
Pour les articles homonymes, voir Symphonie no 3.
La Symphonie no 3 en ut majeur, sous-titrée Sinfonie singulière, est la troisième et avant-dernière symphonie du compositeur suédois Franz Berwald, écrite en 1845 et considérée comme la plus réussie.

## Mouvement
Comme sa deuxième symphonie, elle ne compte que trois mouvements et son exécution demande environ une demi-heure.
1. Allegro fuocoso
2. Adagio — Scherzo : Allegro assai — Adagio
3. Finale : Presto

## Histoire
Son écriture suit celle de sa seconde symphonie dont la partition a été longtemps égarée, de quelques années. Berwald achève sa dernière symphonie moins d'un mois après celle-ci.
La symphonie a été créée le 10 janvier 1905 dans une version modifiée, sous la direction de Tor Aulin, soit près de quarante ans après la mort du compositeur. Herbert Blomstedt en publie la version originale en 1965.

## Analyse

### Allegro fuocoso
Le premier mouvement est d'un tempo rapide. Il commence très doux par une montée harmonique colorée des cordes se répétant deux fois puis les cuivres rentrent pour donner à l'œuvre toute sa couleur.

### Adagio — Scherzo: Allegro assai — Adagio
Le second mouvement présente, d'une manière originale, un scherzo comme partie médiane entre les deux adagios. Un fort coup de timbale précédant le scherzo surprend l'auditeur à la manière de la Symphonie surprise de Haydn.

### Finale: Presto
Le dernier mouvement, très rapide, est écrit plus sombrement et plus fort que les autres, utilisant la tonalité de do mineur.